# Шерейва, Казимерас
Казимерас Шерейва — советский литовский хозяйственный деятель, Герой Социалистического Труда.

## Биография
Родился в 1929 году в Жубарте.
В 1949—1983 — тракторист колхоза «Драугас» Радвилишкского района Литовской ССР.
Указом Президиума Верховного Совета СССР от 23 июня 1966 года присвоено звание Героя Социалистического Труда с вручением ордена Ленина и золотой медали «Серп и Молот».
Умер в 1983 году в Алкснипяе.

## Награды и звания
- Герой Социалистического Труда (23.06.1966)
- Орден Ленина (23.06.1966)